# Universidad de las Ciencias Informáticas
Die Universidad de las Ciencias Informáticas (UCI – Universität für Informatik) ist ein universitäres Studienzentrum in Havanna, Kuba, im Municipio Boyeros. Ziele sind, das Land mit Computertechnik und Software auszustatten sowie Software zu exportieren. Sie ist die erste kubanische Universität, die im Rahmen des unter Fidel Castro verfolgten Sonderprogramms «Batalla de Ideas» (deutsch: „Schlacht der Ideen“) gegründet wurde. Sie ist unter anderem für die Durchführung der Zensur im Internet verantwortlich.

## Geschichte

### Vorgeschichte des Geländes
Auf dem heutigen Universitätsgelände wurde seit 1942 das Instituto de Reeducación de Menores (auch „Finca Torrens“ genannt) betrieben, eine geschlossene Besserungsanstalt für straffällig gewordene Jugendliche unter Anleitung zur Feldarbeit, die mit neuen ideologischen Leitlinien unter dem geänderten Namen Centro de Rehabilitación de Menores ab 1959 auch von der Revolutionsregierung fortgeführt wurde.
Im Jahre 1964, zwei Jahre nach der Kubakrise, wurde auf Wunsch des neuen Partners Sowjetunion auf dem heutigen Campus eine Funk-Abhörstation eingerichtet, die unter dem Namen „Base Lourdes“ bekannt wurde. Sie diente der Überwachung der nuklearen Abrüstungsvereinbarungen zwischen den USA und der UdSSR. In der Folge der Terroranschläge am 11. September 2001 auf die Zwillingstürme in New York wurde die Militärbasis auf Grund einer unilateralen Entscheidung der russischen Regierung geschlossen.

### Die Universität für Informatik

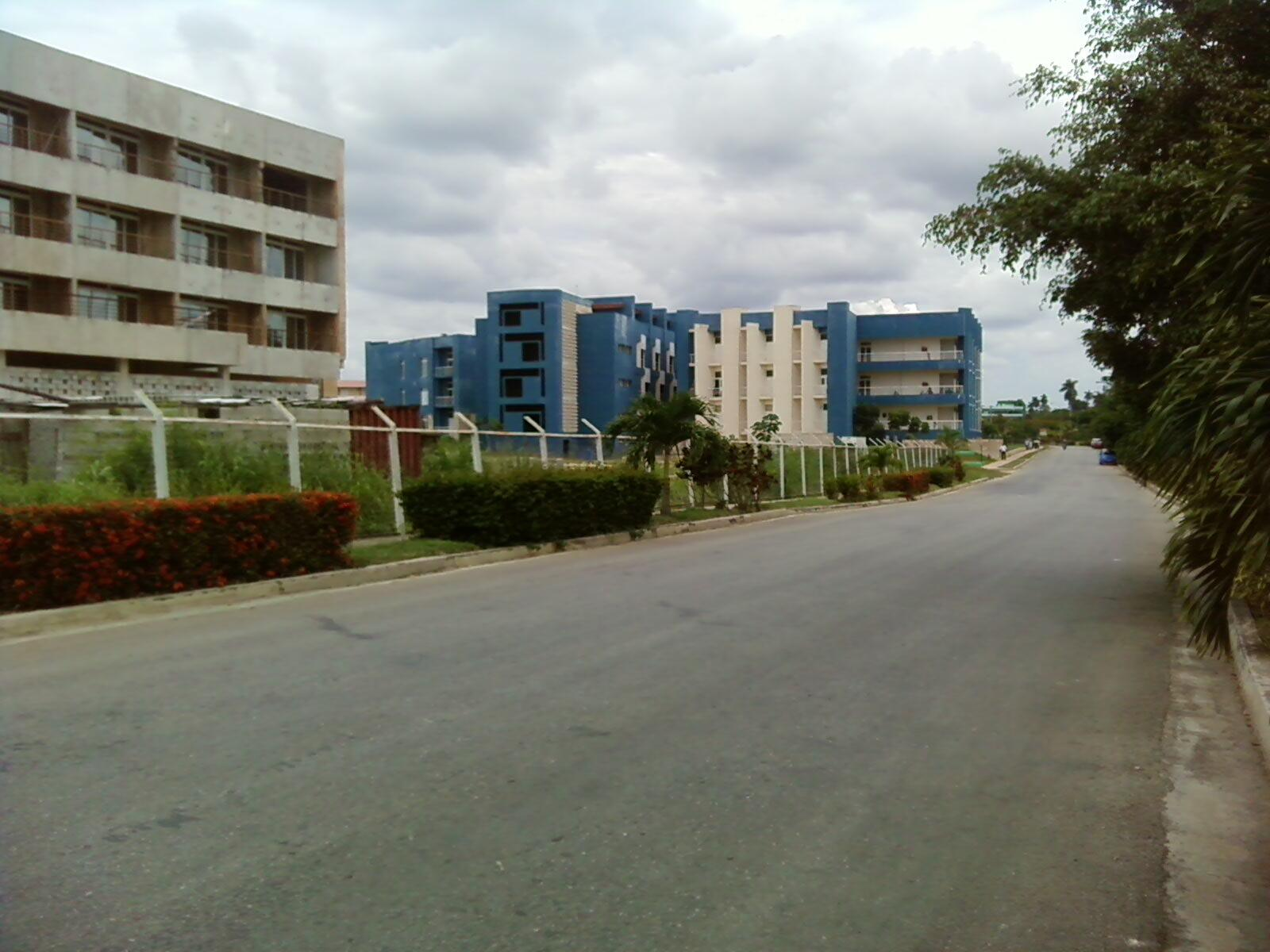
Eingang der Universität

Am 23. September 2002 wurde die mit dem ersten Studienjahrgang und 2008 Studenten sowie 300 Hochschullehrern eröffnet. Die erste öffentliche Ankündigung  erfolgte im März desselben Jahres durch den damaligen Staats- und Parteichef Fidel Castro. In 106 Tagen wurden die Kasernengebäude zu Studiengebäuden umgebaut.
Die Bauarbeiten gingen auch nach der offiziellen Eröffnung weiter. 2013 zählte die UCI rund 5000 Studenten. In den Jahren 2008 und 2009 waren es 10.000. Sie sollen als primäres Ziel die Computerisierung des Landes vorantreiben. Im Jahr 2007 verließ das erste Mal ein Abschlussjahrgang mit insgesamt 1334 Absolventen als Ingenieure der Informatik die Universität. Außenstellen gibt es in Ciego de Ávila und der Provinz Granma.

## Lehrplan
Die UCI hat einen von den anderen Universitäten des Landes abweichenden Studienplan, da dieser die Einbindung in produktive Abläufe als Ausbildungsinhalt einschließt. Mit Beginn des zweiten oder dritten Studienjahres können die Studenten in verschiedene Projekte der Wirtschaft eingebunden werden. Außerdem werden rund 1000 Vorlesungsstunden mehr gehalten als in anderen Universitäten des Landes. Die UCI ist das primäre Zentrum für Telematik in Kuba.

## Softwareentwicklung
Neben der Lehre ist die Softwareentwicklung eine Aufgabe der UCI. 75 % der Projekte sind für das Inland bestimmt. Von der UCI wird Kubas Distribution Nova Linux entwickelt.

## Kritik an Unterdrückung in Kuba
Internationale Aufmerksamkeit erlangte die Universität, als im Februar 2008 ein Video von einer Diskussionsveranstaltung mit dem kubanischen Parlamentspräsidenten Ricardo Alarcón mit Studenten der UCI an die Öffentlichkeit kam, wo teilweise heftige Kritik an den gegenwärtigen Verhältnissen in Kuba, wie zum Beispiel fehlende Reisefreiheit, beschränkter Internetzugang und unzureichende Bezahlung im Verhältnis zu den teilweise unerschwinglichen Preisen für wichtige Konsumgüter geübt wurde. Zuvor hatte der damals noch Interims-Staatschef Raúl Castro das Volk zu Kritik an herrschenden Verhältnissen aufgerufen.